# Chase XCG-20
Chase XCG-20 (MS-8 Avitruc, XG-20) – zbudowany po II wojnie światowej przez wytwórnię Chase Aircraft Company prototypowy, największy z wybudowanych wojskowych amerykańskich szybowców transportowych. Szybowiec dzięki swojej bardzo dobrej konstrukcji po zamontowaniu silników stał się podstawą do budowy samolotu transportowego Fairchild C-123 Provider.

## Historia

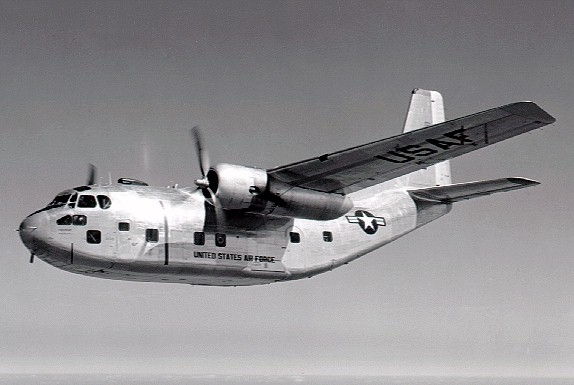
Wczesna wersja C-123

Po zakończeniu II wojny światowej w United States Army Air Forces podjęto decyzję o wymianie całej floty posiadanych szybowców transportowych na nowe maszyny. Jednocześnie idei budowy nowych szybowców przyświecała myśl aby nowe konstrukcje mogły być w łatwy i tani sposób zmodernizowane do wersji silnikowych samolotów transportowych. W grudniu 1946 roku podpisano z firmą Chase Aircraft Company kontrakt na wybudowanie dwóch typów szybowców spełniających te warunki. Pierwszy, mniejszy szybowiec otrzymał oznaczenie XCG-18, drugi, większy, przystosowany do transportu 60 żołnierzy, 7200 kg ładunku lub 50 rannych na noszach otrzymał oznaczenie XCG-20 (MS-8 jako wewnętrzne oznaczenie wytwórni). Myśląc o potencjalnej roli szybowca w charakterze samolotu cała konstrukcja wykonana została z metalu. W 1948 roku zmieniono oznaczenie na XG-20 i był to największy szybowiec jaki zbudowano dla United States Air Force. Wybudowano dwa prototypy, które jednak dzięki zmianie polityki sił powietrznych względem szybowców, które uznano za nieprzydatne na potencjalnym, powojennym polu walki prawie natychmiast przystosowano do zamontowania silników. Pierwsza z maszyn nigdy nie wzbiła się w powietrze w charakterze szybowca, drugi prototyp przeszedł jednak serie badań w locie szybowcowym. Obydwie maszyny posłużyły do przetestowania dwóch typów napędu. Pierwszy z prototypów po zainstalowaniu dwóch silników gwiazdowych  R-2800-CB14 Double Wasp stał się podstawą do budowy samolotu transportowego oznaczonego jako XC-123. Na drugim z prototypów XG-20 zamontowano cztery silniki odrzutowe General Electric J47-GE-11 po dwa na skrzydło a nowa maszyna otrzymała oznaczenie XC-123A i stała się pierwszym amerykańskim samolotem transportowym z napędem odrzutowym. Silniki były umieszczone w gondolach silnikowych pochodzących z samolotu Boeing B-47 Stratojet. Samolot po raz pierwszy wzbił się w powietrze 21 kwietnia 1951 roku. Projekt XC-123A nie był dalej rozwijany ale XC-123 dał początek bardzo udanej, tłokowej maszynie transportowej - Fairchild C-123 Provider.

## Konstrukcja

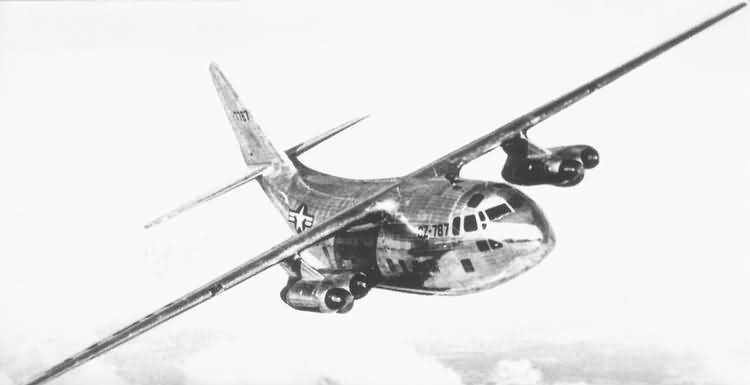
XC-123A

XG-20 był całkowicie metalowym górnopłatem z klasycznym usterzeniem. Podwozie trójpodporowe, chowane do wnęk w kadłubie z przednim podparciem. Załadunek żołnierzy lub ładunku odbywał się poprzez odchylaną tylną rampę ładunkową. Kadłub o konstrukcji półskorupowej. Płat wyposażony w lotki oraz wychylane hydraulicznie klapy. Maksymalna masa startowa szybowca mogła wynosić ponad 30 ton jednak z braku samolotu, który byłby w stanie holować tak obciążony szybowiec, ograniczono ją do 18 ton. Wzmocniony dziób samolotu w celu maksymalnej ochrony w przypadku uderzenia w barierę podczas lądowania szybowcowego jak również w celu zabezpieczenia całej konstrukcji podczas holowania.